# 17473 Freddiemercury
17473 Freddiemercury è un asteroide della fascia principale. Scoperto nel 1991, presenta un'orbita caratterizzata da un semiasse maggiore pari a 2,3890209 UA e da un'eccentricità di 0,1561526, inclinata di 0,91385° rispetto all'eclittica.
L'asteroide è dedicato a Freddie Mercury, la voce dei Queen, scomparso all'età di 45 anni nello stesso anno della scoperta di questo asteroide. La dedica, pubblicata il 4 settembre 2016 dall'Unione Astronomica Internazionale tramite il Minor Planet Center, venne annunciata pubblicamente dal chitarrista del gruppo, Brian May, il successivo 5 settembre, giorno in cui sarebbe caduto il settantesimo compleanno di Mercury.